# Эллис, Дэн
Дэниел «Дэн» Эллис (англ. Daniel «Dan» Ellis; род. 19 июня 1980, Саскатун, Саскачеван) — канадский хоккеист, вратарь.

## Карьера игрока

### Ранние годы
Родился в Саскатуне, Саскачеван, но вырос в Оранжвилль, провинция Онтарио, где играл в Малой хоккейной ассоциации Онтарио (OMHA) за «Оранжвилль Флайерз» и «Хэлтон Хиллс Харрикейнз».
После того, как не был задрафтован ни одним из клубов Хоккейной лиги Онтарио (ОХЛ), сезон 1996/97 провёл в Провинциальной молодежной хоккейной лиге Онтарио в команде «Ньюмаркет Харрикейнз» (OPJHL), а затем переместился южнее, в Хоккейную лигу Соединенных Штатов (USHL), где выступал за клуб «Омаха Лансерс». По итогам сезона Эллис был назван голкипером года, игроком года и вошёл с состав команды «Всех звезд». Следующие три года Дэниел провел в Университете штата Небраска, играя за местную команду, а после сезона 2002-03 подписал свой первый профессиональный контракт.

### Профессиональная карьера
Дэн Эллис был выбран во втором раунде драфта НХЛ 2000 года клубом «Даллас Старз». Первую игру в НХЛ Эллис провел 18 января 2004 года против «Лос-Анджелес Кингз», но затем три года играл за фарм-клубы — «Юта Гриззлис», «Гамильтон Бульдогз» и «Айова Старз» в АХЛ, «Айдахо Стилхэдз» в Хоккейной лиге Восточного побережья. Со «Стилхэдз» в 2004 году Дэн завоевал Кубок Келли.
5 июля 2007 года Эллис перешёл в «Нэшвилл Предаторз» в качестве свободного агента. Из-за травмы основного голкипера команды Дэниел выходил в стартовом составе в начале сезона 2007-08. Свой второй матч за «хищников» 25 октября 2007 года против «Атланта Трэшерз» канадец провел «всухую» — 3:0. 1 ноября он снова отстоял игру на ноль (матч против «Ванкувер Кэкакс») и одержал четвертую победу в сезоне.
Весной 2008 года Дэниел получил прозвище «пурга». Он и второй голкипер команды Крис Мейсон показывали слабую игру, и тогда «хищники» вызвали из АХЛ замену — Пекку Ринне, но финна в пути застала метель, и он не смог присоединиться к команде. Эллиса выпустили в стартовом составе в игре против «Чикаго Блэкхокс», и он привел «Предаторз» к победе — 2:1 Б. Эта победа позволила ему закрепиться в стартовом составе вплоть до плей-офф 2008 года. В двух заключительных играх регулярки НХЛ он провел два «шатаута» и помог «Предаторз» выйти в плей-офф. В результате он был назван второй звездой недели в НХЛ. По итогам сезона Дэн показал впечатляющие результаты и был признан одним из лучших голкиперов. Во время игр Эллис чрезмерно терял вес и после матчей получал внутривенные вливания.
20 июня 2008 года Эллис подписал новый контракт с «хищниками» на сумму $ 3,5 млн, рассчитанный на два года. В сезоне 2008-09 Эллис был не столь результативным, как в предыдущем сезоне, одержав только 11 побед против 23 прошлогодних, и по этой причине резервный вратарь Ринне занял место в основе.
В течение сезона 2009-10 Дэн записал на свой счет 15 победу в 31 матче регулярки НХЛ.
29 июня 2010 года канадца, проигравшего борьбу Пекке Ринне за место в основе, вместе с Дастином Бойдом обменяли в «Монреаль Канадиенс» на Сергея Костицына, однако уже 1 июля Эллис, ставший свободным агентом, подписал двухлетний контракт с «Тампа Бэй Лайтнинг».
В сентябре большой резонанс вызвал пост в Твиттере хоккеиста, в котором он рассказал о своем отношении к новым правилам НХЛ, согласно которым ему в будущем придется расставаться с 18 % своей зарплаты:
«Если вы теряете 18 % своего дохода — будете ли вы счастливы? Я могу абсолютно откровенно сказать, что проблема денег сейчас напрягает меня гораздо больше, чем во времена колледжа. Я не могу этого объяснить, да и никогда не думал, что буду тревожиться из-за своего финансового положения, но это правда. Одно могу сказать точно — деньги ни в коем случае не делают тебя счастливее и не облегчают жизнь. Если вы не зарабатываете много денег, то я не жду, что вы меня поймете, точно так же, как я когда-то не понимал, что такое ежедневно рисковать жизнью, работая в полиции или в пожарной охране. Я рискую, выходя на лед. В каждой профессии есть свои плюсы и минусы».
Эти сообщения породили бурю эмоций среди болельщиков, которые в большинстве своем не являются миллионерами. Голкиперу напомнили о том, что он является счастливым обладателем двухлетнего контракта на сумму 3 миллиона долларов, в то время как по всей стане бушует безработица. Через несколько дней он извинился за свои записи перед теми, кого обидели его заявления, и закрыл свой аккаунт.
24 февраля 2011 года Эллис был обменян в «Анахайм Дакс» на Кёртиса Макелинни.
Перед сезоном 2012/13 перешёл в «Каролину Харрикейнз», заключив с клубом однолетнее соглашение на сумму $ 650 тыс. Из-за травмы основного вратаря команды Кэма Уорда канадец провел значительную часть игр регулярного чемпионата, параллельно выступая за фарм-клуб «Шарлотт Чекерс» в АХЛ.
Летом 2013 года «Харрикейнз» планировали продолжить сотрудничество с вратарем, но он уведомил руководство, что выйдет на рынок свободных агентов и 5 июля перешёл в свой первый в НХЛ клуб — «Даллас Старз». Техасцы заключили с игроком двухлетний контракт с ежегодной зарплатой $ 900 тыс.
5 марта 2014 года, в дедлайн обменов НХЛ, перешёл во «Флориду Пантерз» в обмен на вратаря Тима Томаса. В сентябре Дэниел был отправлен в АХЛ играть за фарм-клуб «пантер» «Сан-Антонио Рэмпэйдж».
4 июля 2015 года подписал однолетний двусторонний контракт с «Вашингтон Кэпиталз». Выступал за фарм-клуб «Херши Беарс».

### Личная жизнь
Женат, имеет двоих детей.